# عبد الله ملك
عبد الله ملك (28 مارس 1957 -)، ممثل ومخرج بحريني. وكانت بداياته منذ العام 1980 ومنذ ذلك الحين عمل في العديد من الأعمال في المسرح والتلفزيون والسينما، كما شارك خلال التسعينات بتقديم برنامج «فكر وأربح» لصالح التلفزيون البحريني.

## من أعماله

### في التلفزيون
- غناوي بوتعب
- أولاد بوجاسم
- حسن ونور السنا
- طعم الايام
- جروح باردة
- عجايب زمان
- اخر الرجال
- دموع الرجال
- دروب
- ظل الياسمين
- حظ يانصيب
- خيوط ملونة
- تصانيف
- متلف الروح
- لولو مرجان
- صديقات العمر
- جرح السنين
- الخطايا العشر
- دفعة بيروت
- كف و دفوف

### في المسرح
- درب العدل
- السوق
- نواخذة الفريج
- الملك هو الملك
- خور المدعي
- عذاري
- ثعلوب الحبوب (مخرج)
- سوق المقاصيص (مخرج)
- روميو الفريق (مخرج)
- ليلة عرس رشدان (مخرج)

## روابط خارجية
- عبد الله ملك على موقع قاعدة بيانات الأفلام العربية